# Burn Up Excess
Burn Up Excess (バーンナップ EXCESS Bánnabbu EXCESS?) es una serie de anime producida por AIC y animada por Magic Bus, dirigida por Shinichiro Kimura.
Es la continuación de los OVAs Burn Up W; fueron producidos 13 episodios emitidos en Japón desde el 12 de diciembre de 1997 hasta el 1 de julio de 1998 por la cadena de pago DirecTV Japan.
La serie fue adquirida por el canal de paga Locomotion, que la emitió con doblaje en español y en portugués. Los 13 episodios fueron puestos en venta en 4 volúmenes en VHS y DVD por ADV Films en Norteamérica.

## Argumento
La serie trata sobre una irónica unidad especial de operaciones de la policía de Tokio llamado el Equipo Guerrero, con muchos elementos de fanservice y parodias.
La historia gira alrededor de Ryo Kinezono, una miembro del equipo al que constantemente “se le acaba” el cheque de su sueldo, pero también experta en artes marciales y miembro invaluable del equipo. En el campo, Ryo es flanqueada por Maaya Jingu, la francotiradora del equipo de cabello verde, quien tiene una gran afición por las armas de gran calibre (específicamente rifles de asalto). Sus travesuras son apoyadas por los inventos de Nanvel Candlestick, la exótica ingeniera que diseña implementos especiales de combate y equipo de vigilancia para el equipo. Lilica Ebett de cabello rosa es una experta en computadoras que puede crackear información de cualquier sistema y Yuri Naruo, un pervertido voyeur que es piloto y conductor del equipo. Maki Kawasaki, la misteriosa superintendente, a cargo del Equipo Guerrero en el campo y administrando las misiones que surjan.

## Personajes Principales
- Rio Kinezono: La chica de cabello rubio. Está entrenada en artes marciales y siempre es la persona que dirige los ataques. Le gusta comprar artículos caros pero, desafortunadamente sus hábitos de compra siempre la dejan eternamente endeudada, por lo que siempre busca trabajos bien pagados para mantener su estilo de vida. Tiene un trabajo de oficinista en la estación de policía además de trabajar para el Equipo Guerrero para pagar sus cuentas. Siempre busca el camino fácil, intenta “engancharse” a cualquier hombre rico que le pueda satisfacer sus caprichos. Con su personalidad y su carácter excitantes, hace buen equipo con Maya.

- Maki Kawasaki: La comandante del equipo Guerrero. Una tipo de líder no-práctico a veces puede ser manipuladora astutamente con sus superiores cuando se trata de darle más libertad a su equipo en algunas misiones. Tuvo un pasado trágico, lo cual explica su carácter duro y frío por momentos. Su esposo, Masato, investigaba el extraño caso de los diamantes negros, y tras descubrir algo importante, fue asesinado el día de la boda por lo que el jefe de la policía le dejó a Maki el proyecto del grupo Guerrero para que ella lo formara y dirigiese, y de esa forma olvidarse de todo lo sucedido. Actúa de manera maternal con sus subalternos, en quienes confía ciegamente y es respetada por ellos. Al final de la serie, muestra ser excelente policía y no duda en enfrentarse al hombre que ama por proteger la ciudad y cumplir con su deber. Tras su presunta desaparición, ella vuelve como nueva jefe de policía y restaura al equipo guerrero.

- Maya Jingu: Tiene el cabello recogido siempre con una cinta amarilla, y aproximadamente la misma estatura y medidas de cuerpo de Río, con quien se complementa muy bien en las misiones. Ella es la francotiradora, se unió al equipo Guerrero por su gusto al disparar las armas, a quienes acaricia y trata como si fuesen hombres. Cuanto más grande sea el arma mejor y mientras dispara siente una gran excitación. Amenaza que si no puede disparar más dejara la policía y se convertirá en mercenaria. Su padre es jefe del sindicato del crimen de Osaka, lo que la hace la oveja negra por unirse a la policía.

- Nanvel Candlestick:La maga de la tecnología. Es la responsable de crear muchos dispositivos de alta tecnología para el equipo guerrero, aunque tiene el mal hábito de siempre colorearlos de color rosa o púrpura, por ejemplo un dispositivo de vigilancia construido como una cucaracha rosa.Siempre esta alegre y divertida sin importar la situación.

- Lilica Ebett: La experta en computación del grupo, por lo general es frecuente verla en el cuarto de control, con su cabello rosa haciendo curvas, hackea sistemas de computadoras y da apoyo de inteligencia. Es hija de un hombre de negocios, y es la más excéntrica del equipo guerrero.

- Yuji Naruo: Único hombre del grupo, a quien le gustan las piernas de las mujeres y prendas íntimas. Está constantemente fisgoneando las faldas de las chicas, especialmente de sus compañeras del equipo Guerrero y va a tiendas porno. En las misiones, casi siempre está filmando a sus compañeras para luego vender esos vídeos. Aun después de todo esto es muy carismático, ama a Rio muchísimo y muchas veces pone en peligro su vida para salvarla. Yuji es un pervertido pero lo compensa sus cualidades, ya que es un excelente piloto y policía.

- Masato: Esposo de Maki, quien fue dado por muerto el día de la boda con esta luego una explosión. Tras descubrir que esa explosión fue provocada por su jefe de policía, quien estaba ligado con el caso de diamantes negros que el investigaba, decidió cambiarse el nombre de Masato por el de Harry. Con este nuevo nombre creó una organización reclutando a los mejores mercenarios del mundo, que se dedicaba al contrabando de armas, robos, etc. en busca de venganza.

- Ruby: La mujer que coordina mucha de la actividad criminal de la organización bajo el mando de Harry (Masato) con quien tiene una relación amorosa. Muestra ser fría y calculadora, y excelente en artes marciales.

## Personajes Secundarios
- Bob: El pelirrojo miembro del Sindicato del Crimen de Jingu en Osaka, episodio 4.

- Insectos Drone: Usados por Ruby en el Milagroso Amanecer para tomar la Torres de Neo Tokio. Episodio 1.

- Construcción de Gondo: Un sindicato del crimen en Osaka que intenta doblegar el Sindicato de Jingu. Episodio 4.

- Sindicato de Jingu: Un sindicato del crimen en Osaka fundado por el padre de Maya. Episodio 4.

- Ken: Un tipo rechoncho que usa lentes y es miembro del sindicato del crimen en Osaka. Episodio 4.

- Padre de Maya: El jefe del sindicato del crimen Jingu en Osaka. Episodio 4.

- Robots Policía (Mecha Cops): Tiene un misterioso origen, siendo vendidos a la policía de Neo Tokio. Poseen un avanzada inteligencia artificial, resistentes a las balas. Están diseñados para usar fuerza no letal contra los criminales, entre otras características pueden correr tan rápido como un automóvil. Episodio 11.

- Miriam Bardo: Una famosa diseñadora que visita Tokio para un festival de modas. De hecho es Ruby disfrazada. Episodio 12.

- Miyuki: La mejor amiga de Rio desde la academia de policía. Trabaja como policía de tránsito. Episodio 6 y 7.

- Jefa de Miyuki: Como Rio, siempre constantemente se mete en problemas con su jefe. Esta aparece en su auto de policía y le grita a Miyuki por si está holgazaneando por un segundo.

- Príncipe Hasan: Un multimillonario árabe que visita Neo Tokyo y les solicita protección. Rio tiene la esperanza de casarse con él para pagar sus deudas. El príncipe hasta está dispuesto a regalarle grandes hectáreas de terreno solo para ella (obviamente desérticas, pero aun así obtendría un gran espacio en comparación con la densidad de población de Tokio). Episodio 3.

- Puesto de Fideos: Un pequeño restaurante al lado de la estación de policía, está atendido por un chico y una chica, aparece en toda la serie.

- Jefe de Rio: Rio siempre está en problemas con su jefe por no terminar su trabajo. Rio frecuentemente usa sus encantos femeninos para distraerlo. Aparece en toda la serie

- La Mamá: Líder de un grupo de ladrones travestis. Episodios 2 y 8.

- Shiguru Tomoyama: Ex primer ministro de Japón que está involucrado con la producción de los robots policía y personal militar. Episodio 12.

- Tormenta: Un grupo que quiere matar al príncipe Hsan para causar disturbios en el Medio Oriente. Episodio 3.

- Tommy: Un miembro de sindicato del crimen de Jingu en Osaka. Episodio 4.

- Ladrón de prendas íntimas. Un ladrón enmascarado que merodea Tokio, robando la ropa interior femenina. Es de hecho un estudiante que estudia a última hora (cram school student). Episodio 2.

- Yamada: Un tipo alto que usa lentes y es miembro del sindicato del crimen Jingu en Osaka. Episodio 4.

## Los Inventos de Nanvel
Como experta en electrónica del equipo, su labor es diseñar y construir máquinas que ayuden al equipo a cumplir sus metas.
- Pinel

Pinel es un elefante rosa gigante que Nanvel la anuncia como una máquina de dietas. Permite proyectar hologramas sobre alguien que lo hace lucir un aspecto diferente. La persona que quiera cambiar su imagen debe llevar puestos receptores como flores en la cabeza y Pinel transmite la imagen a los receptores. La Mamá y su grupo de ladrones quieren usar la máquina para disfrazarse para cometer crímenes. Ellos fuerzan a Nanvel a construir su propia versión de Pinel. Al final, construye tres versiones de la máquina, cada uno más pequeño que el anterior. La versión final es tan pequeña puede llevarla una persona. Episodio 8.
- Cucaracha Rosa

Un pequeño dispositivo con forma de cucaracha, diseñada para espiar en lugares inaccesibles, transmite video y audio al equipo. También sirve como dispositivo de comunicación. Episodios 2 y 13.
- Conejo Rosa

Es un conejo rosa gigante que Nanvel pilotea en una gran burbuja de vidrio que hace la cabeza del conejo. No tiene armas, pero tiene una dura armadura y puede golpear, patear y disparar sus puños como proyectiles. Ella lo usa para ayudar a combatir a los androides en el último episodio.

## Lista de Episodios
Nota: Los nombres de los episodios son traducciones de la versión en inglés por lo que no necesariamente pueden corresponder al doblaje en español del anime.
- 1. El Equipo Guerrero se despliega

El primer episodio empieza en el puesto de fideos al lado de la estación de policía. Rio come ahí porque es el único lugar donde puede comprar. Los propietarios tuvieron que bajar los precios para competir debido a que una gigantesca estructura llamada Torre Neo Tokio ha abierto. De repente la torre es atacada por un enjambre de insectos robots. Al mismo tiempo una misteriosa mujer y un grupo llamado El Milagroso Amanecer toma a sus ocupantes, incluso al gobernador como prisioneros. El Equipo Guerrero es invocado al rescate.
- 2. Ropa Interior, ¡Vamos!

Una serie de robos en joyerías han aterrorizado a Tokio. Rio necesita dinero para pagar sus deudas, desafortunadamente el caso del robo de joyas no fue asignado al Equipo Guerrero. En cambio Rio toma un trabajo para atrapar a un ladrón que ha estado robando lencería. Conforme va al fondo en el caso del ladrón de ropa íntima, cree que hay detrás un gran caso.
- 3. Del Desierto con amor

Un príncipe de Oriente Medio visita la ciudad y pide protección. Un grupo llamado tormenta planea matar al príncipe para provocar el caos en su país. Rio se emociona con el trabajo porque tiene la esperanza de casarse con él para pagar sus deudas. Ella lo lleva en secreto a uno de sus lugares de ocio, Gasolinetown, donde abunda los ladrones y malhechores. Mientras ahí, ambos disfrutan el tiempo, son atacados y Rio tiene que proteger al príncipe.
- 4. Padre Pícaro

Maya viaja a Osaka para visitar a su padre enfermo, el jefe del Sindicato del Crimen de Jingu. Cuando ella llega, encuentra que la familia necesita dinero desesperadamente.
- 5. Una idola nunca duerme

A Rio le dan la misión de proteger a la estrella del pop Anna Katagowa de un acechador. Mientras Ruby asiste a una conferencia se le pierde su bolígrafo especial
- 6. ¡Rambo Bravo! ¡Rio Bimbo!

El episodio es una retrospectiva a los primeros días de Río con el Equipo Guerrero. Maki conoce a Rio trabajando detrás del mostrador en una tienda de conveniencia para ganar dinero extra por sus deudas. Ella es testigo de como Rio vence a un ladrón que intenta robar la tienda. Después de algunas pruebas, Maki le pide a Rio que se una. ¿Qué puede Maki hacer para convencer a Rio de que el Equipo Guerreo es el mejor lugar para ella?
- 7. Vacaciones Cortas

Maki va al aeropuerto para tomar sus vacaciones. Como es de suponerse, al mismo que ella se va, hay problemas en la estación de policía. En los vestidores Miyuki descubre evidencia de un asesinato. En el mismo día Lilia busca evidencias de un hacker que entró al sistema de computadoras de la policía borrando datos. En pocas horas los oficiales descubren que muchas de sus posesiones personales han desaparecido. Rio comienza una investigación para saber quien está detrás de estos eventos, pero cuando una anciana comienza a molestarla preguntándole acerca de su desaparecido “Ta”, será ella capaz de concentrándose para buscar al culpable de estos crímenes.
- 8. ¡Nanvel Secuestrada!

Nanvel ha vuelto a ganar el premio del Mejor Inventor del Año. Caminando a casa después de la cena de celebración, ella y Rio son secuestradas y forzadas a construir una máquina de los haga invisibles para unos ladrones para cometer robos a bancos
- 9. Slam Tank Parte 1

A Rio le dan la tarea de custodiar aun miembro de las Naciones Unidas ViP, para su desilusión no es un hombre guapo sino un tanque (nombre código Henry) con inteligencia artificial. El avión en que ellos viajaban se estrelló, Rio y el tanque son los únicos sobrevivientes. El tanque se enamora de ella; este tanque es una parodia del tanque “Mika” del anime Those Who Hunt Elves.
- 10. Slam Tank Parte 2

Rio y Henry están perdidos en el desierto Desaniano y deben buscar el camino a la frontera para evitar ser capturados.
- 11. ¡Cuidado con los robots policías!

Un robo en un banco toma lugar en Neo Tokio. Para evitar ser capturados los ladrones toman a una escuela como sus rehenes. La policía intenta manejar la situación cuando un hombre de negocios llega y envía un escuadrón de robots policías y vencen a los ladrones usando Fuerza No Letal. En pocos días, los robots policías muestran sus capacidades para interrogar sospechosos, rescatar gatitos de los árboles y corren muy pero muy rápido. La fuerza humana de policía ahora encaran la nueva competencia, robots sirviendo como policías. Nanvel y el resto del Equipo Guerrero tienen sus sospechas, los robots parecen ser tan avanzados ara ser cierto.
- 12. Invitación del Pasado

Maki vista a las chicas con uniformes escolares y las envías en la fábrica de robots policías, diciendo que ellas sólo están de excursión. Usando cámaras secretas, toma fotografías de todo el lugar, esperando averiguar el secreto del mal funcionamiento de los robots policías. No encuentra mucho en su búsqueda, pero descubren que gente muy importante esta involucradas, incluyendo al ex primer ministro Shigeru Tonoyama. En el proceso Maki descubre una parte del su pasado no está tan muerto como ella creía. Miriam Bardo una famosa diseñadora de modas llega a Tokio para un show de modas. Cuando termina, un grupo de avanzado androides asesinos ataca.
- 13. La Última Escena del Adiós

Harry y Rose introducen nuevos androides como armas al mundo. Ellos tienen increíble agilidad, velocidad, poder y pueden curarse durante la batalla. Nanvel ayuda con nuevo juguete, un gran conejo rosa que pilota y lo usa para pelear contra los androides. El Equipo Guerrero debe terminar el atentado terrorista pero ¿a que precio?

## Música
La banda sonora de la serie fue compuesta por Koichi Namiki y Shinobu Uchida.
- Opening:
  - Show Time por Mami Kanezuki.

- Ending:
  - Future Dream por Kanako Tsuruta.

## Trivia
- En el capítulo 8, Nanvel crea el "Elefante Rosa" para ayudar a los bandidos travestis a robar bancos, el cual en un momento hace gigantes a Ryo y al líder de los bandidos; en una escena, el bandido cuando ataca a Rio aparece con la cara del EVA 01 y con el cable en la espalda, tal y como utilizan los EVAs.
- Pese a ser una serie de televisión, se incluyeron numerosos desnudos a lo largo de toda la serie. Esto se debe a que fue producida para transmitirse por la cadena de DirecTV Japan.